# Sheila (chanson)
Vous pouvez aider à l'améliorer ou bien discuter des problèmes sur sa page de discussion.
- Il n'est pas vérifiable et peut contenir des informations totalement erronées. Il est fortement conseillé aux contributeurs d'étayer son contenu par des sources fiables. Sans cela, sa suppression pourrait être envisagée. (si vous venez d'apposer le bandeau, veuillez cliquer sur ce lien pour créer la discussion et en afficher les indications). (Marqué depuis aout 2025)
- Il peut contenir un travail inédit ou des déclarations non vérifiées. Vous pouvez l’améliorer en ajoutant des références. (Marqué depuis aout 2025)

- Archive Wikiwix
- Bing
- Cairn
- DuckDuckGo
- E. Universalis
- Gallica
- Google
- G. Books
- G. News
- G. Scholar
- Persée
- Qwant
- (zh) Baidu
- (ru) Yandex
- (wd) trouver des œuvres sur Wikidata

Vous pouvez aider à l'améliorer ou bien discuter des problèmes sur sa page de discussion.
- Son admissibilité est à vérifier. Motif : manque de sources, de références, TI. Pas de ventes notables, pas de classements.. Vous êtes invité à le compléter pour expliciter son admissibilité, en y apportant des sources secondaires de qualité. (Marqué depuis août 2025)

Pour les articles homonymes, voir Sheila (homonymie).
Sheila est une chanson de Tommy Roe de 1962. Elle a atteint le Billboard Hot 100, atteignant la sixième place.
Le titre original était Frita, qui était une connaissance de Tommy lorsqu'il était collégien. Il a écrit cette chanson à l'âge de 14 ans, plus tard le nom a été changé en Sheila, nom de la tante de Tommy. La première version était mal orthographiée en Shelia.
Musicalement la chanson est inspirée de Peggy Sue de Buddy Holly.
La chanson a connu plusieurs reprises, dont les Beatles où une version apparait sur le bootleg Live! at the Star-Club in Hamburg, Germany; 1962 ou encore Sheila dont le pseudonyme est inspiré du titre éponyme de son premier 45 tours. 
En 1969 Tommy Roe a présenté la chanson à la Recording Industry Association of America et a obtenu un disque d'or.   